# Website du lịch
Một website du lịch là một website trên world wide web chuyên về đi du lịch. Trang web có thể tập trung vào đánh giá du lịch, giá vé chuyến đi, hoặc kết hợp cả hai. Khoảng 70 triệu người đã nghiên cứu trực tuyến kế hoạch đi du lịch vào tháng 7 năm 2006. Đặt vé du lịch là thành phần lớn nhất của thương mại điện tử, theo như Forrester Research.Hơn 1,5 tỷ người đặt vé du lịch mỗi năm, 70% trong số đó được thực hiện trực tuyến.

## Danh mục
Danh mục các trang web du lịch bao gồm:
- Travelogues / Blogs - Xem tài liệu du lịch # Blog du lịch.
- Đánh giá trang web - Một số ví dụ về các trang web sử dụng kết hợp đánh giá du lịch và đặt phòng du lịch là TripAdvisor, Priceline.com, Liberty Holidays, and Expedia.
- Nhà cung cấp dịch vụ - Các Hãng hàng không cá nhân, Khách sạn, giường ngủ và bữa sáng, tàu du lịch, công ty cho thuê ô tô và các nhà cung cấp dịch vụ liên quan đến du lịch khác thường duy trì các trang web của riêng họ cung cấp doanh số bán lẻ. Nhiều dịch vụ phức tạp bao gồm một số loại công nghệ công cụ tìm kiếm để tìm kiếm đặt chỗ trong một khung thời gian nhất định, lớp dịch vụ, vị trí địa lý hoặc phạm vi giá.
- Đại lý du lịch trực tuyến - Xem đại lý du lịch.
- Công cụ tổng hợp giá vé và công cụ tìm kiếm - Công cụ Metasearch tiến hành tìm kiếm trên nhiều công cụ tìm kiếm độc lập. Các công cụ Metasearch thường sử dụng "cào màn hình" để có sẵn các chuyến bay. Quét màn hình là cách thu thập thông tin qua các trang web của hãng hàng không, lấy nội dung từ các trang web đó bằng cách trích xuất dữ liệu từ cùng một nguồn cấp dữ liệu HTML được người tiêu dùng sử dụng để duyệt (thay vì sử dụng Semantic Web (Mạng ngữ nghĩa) hoặc nguồn cấp dữ liệu được thiết kế để có thể đọc được bằng máy). Các công cụ siêu dữ liệu thường xử lý dữ liệu đến để loại bỏ các mục trùng lặp, nhưng có thể không hiển thị các tùy chọn "tìm kiếm nâng cao" trong cơ sở dữ liệu cơ bản (vì không phải tất cả các cơ sở dữ liệu đều hỗ trợ các tùy chọn giống nhau).
- Blog / Trang web tin tức về giảm giá du lịch hiện có - Các trang web mặc cả du lịch thu thập và công bố mức giá hời bằng cách tư vấn cho người tiêu dùng nơi tìm thấy chúng trực tuyến. Thay vì cung cấp các công cụ tìm kiếm chi tiết, các trang web này thường tập trung vào việc cung cấp các sản phẩm đặc biệt được quảng cáo, chẳng hạn như bán hàng vào phút cuối từ các nhà cung cấp du lịch mong muốn dọn hàng tồn kho chưa sử dụng; do đó, các trang web này thường hoạt động tốt nhất cho người tiêu dùng linh hoạt về điểm đến và các thành phần hành trình quan trọng khác.
- Hướng dẫn du lịch - Nhiều trang web có dạng phiên bản kỹ thuật số của một cuốn sách hướng dẫn truyền thống, nhằm cung cấp lời khuyên về những điểm đến, điểm tham quan, chỗ ở, v.v., đáng để truy cập và cung cấp thông tin về cách truy cập chúng. Hầu hết các bang, tỉnh và quốc gia đều có hội nghị và phòng khách riêng, thường tài trợ cho một trang web dành riêng cho việc quảng bá du lịch ở các khu vực tương ứng. Các thành phố phụ thuộc vào du lịch cũng vận hành các trang web quảng bá điểm đến của họ, chẳng hạn như VEGAS.com cho Las Vegas.
- Trang web du lịch xã hội - Trang web du lịch xã hội là một loại trang web du lịch sẽ xem xét nơi người dùng sẽ đến và ghép họ với những nơi khác họ muốn đến dựa trên nơi người khác đã đi. [2]
- Homestays - Có một số trang web du lịch chuyên tổ chức homestay. Chúng bao gồm: 9flats, Airbnb, BeWelcome, CouchSurfing, Friendship Force International, HomeExchange.cofm, Câu lạc bộ khách sạn, Intervac International, OYO Rooms, Pasporta Servo, Servas International, ThirdHome, Tripping.com, Warm Show, Workaway và WWOO